# Niki Aebersold
Niki Aebersold (Freimettigen, 5 de julio de 1972) es un exciclista suizo. Durante su trayectoria como profesional ganó cuatro etapas de la Vuelta a Suiza, además de proclamarse campeón de Suiza en 1998. Su hijo Nils también es ciclista.

## Palmarés
1995
- 1 etapa del Regio Tour

1997
- 1 etapa de la Vuelta a Suiza
- 3.º en el Campeonato de Suiza en Ruta
- 1 etapa del Gran Premio Guillermo Tell

1998
- 1 etapa de la Vuelta a Austria
- 2 etapas de la Vuelta a Suiza
- Campeonato de Suiza en Ruta
- Milán-Turín
- OBV Classic
- Viena-Rabenstein-Gresten-Viena

2003
- 3.º en el Campeonato de Suiza en Ruta

2004
- 1 etapa de la Vuelta a Suiza

## Resultados en Grandes Vueltas y Campeonatos del Mundo
| Carrera         | Carrera         | 1996 | 1997 | 1998 | 1999 | 2000 | 2001 | 2002  | 2003  | 2004 | 2005 |
| --------------- | --------------- | ---- | ---- | ---- | ---- | ---- | ---- | ----- | ----- | ---- | ---- |
|                 | Giro de Italia  | —    | —    | —    | —    | 68.º | —    | —     | —     | 40.º | —    |
|                 | Tour de Francia | —    | —    | —    | —    | —    | —    | —     | —     | —    | —    |
|                 | Vuelta a España | —    | —    | 27.º | 20.º | —    | 90.º | —     | 144.º | —    | —    |
| Mundial en Ruta | Mundial en Ruta | —    | Ab.  | 5.º  | 22.º | 6.º  | 20.º | 102.º | 80.º  | —    | —    |

—: no participa

Ab.: abandono

## Equipos
- PMU Romand-Bepsa (1996)
- Post Swiss (1997-1998)
- Rabobank (1999-2000)
- Coast/Bianchi (2001-2003)
  - Team Coast-Buffalo (2001)
  - Team Coast (2002-2003) (hasta mayo)
  - Team Bianchi (2003)[2]
- Phonak Hearing Systems (2003[3] -2005)